# ارحاب
ارحاب (به عربی: أرحاب) یک منطقهٔ مسکونی در سوریه است که در استان حلب واقع شده‌است. ارحاب ۱۱۰ نفر جمعیت دارد.